# Pałac Buchholtzów
Pałac Buchholtzów (także: Pałac Buchholca) – zabytkowy pałac w Supraślu wzniesiony na przełomie XIX i XX w., okazała rezydencja niemieckiej rodziny fabrykanckiej, obecnie siedziba Państwowego Liceum Sztuk Plastycznych im. Artura Grottgera.

## Pałac Buchholtzów
Pałac wzniesiony na przełomie XIX i XX w. przez Adolfa Gustawa Buchholtza i jego żonę - Adelę Marię, którzy z Łodzi wyjechali do Supraśla dla prowadzenia tutaj działalności przemysłowej (włókiennictwo) bliżej rosyjskich rynków zbytu. Adela Maria (1859–1933) była córką najpoważniejszego łódzkiego fabrykanta Karola Wilhelma Scheiblera (1820-1881). Brak jest informacji o autorze projektów całego zespołu.
Początkowo był to niewielki pałacyk, usytuowany w pobliżu fabryki, który w późniejszym okresie został rozbudowany, poprzez dodanie od strony zachodniej skrzydła bocznego oraz wieży. Przy okazji zmieniono wystrój pałacu zarówno wewnętrzny jak i zewnętrzny.
Po II wojnie światowej pałac został przeznaczony na cele szkolnictwa średniego. W pierwszych latach po wojnie użytkowany był przez Technikum Finansowe, a w roku 1959 pałac przekazano Liceum Plastycznemu.
Pałac wchodzi w skład zespołu pałacowo – parkowego. Jest to budynek murowany z cegły, otynkowany, z dachem krytym blachą miedzianą. Prawie wszystkie stropy są drewniane, wzmocnione prętami. Wyjątek stanowią tylko stropy nad piwnicami, gdzie sklepienia są ceglane. Schody z białego marmuru, jednobiegowe. Rzut pałacu ma kształt litery „L” (korpus główny i skrzydło). W miejscu złączenia znajduje się czterokondygnacyjna wieża, kryta dachem czterospadowym. Oba budynki są dwukondygnacyjne, podpiwniczone, kryte mansardowymi, łamanymi dachami. Korpus główny jest dwutraktowy zaś skrzydło jednotraktowe.
Na osi korpusu głównego znajduje się portyk balkonowy (we frontonie), wsparty w pierwszej kondygnacji na dwóch parach filarów z głowicami, a w drugiej występują kolumny z głowicami. Facjata zakończona jest szczytem architektonicznym z blendą (wnęką) okienną ujętą w parę pilastrów i wolut.

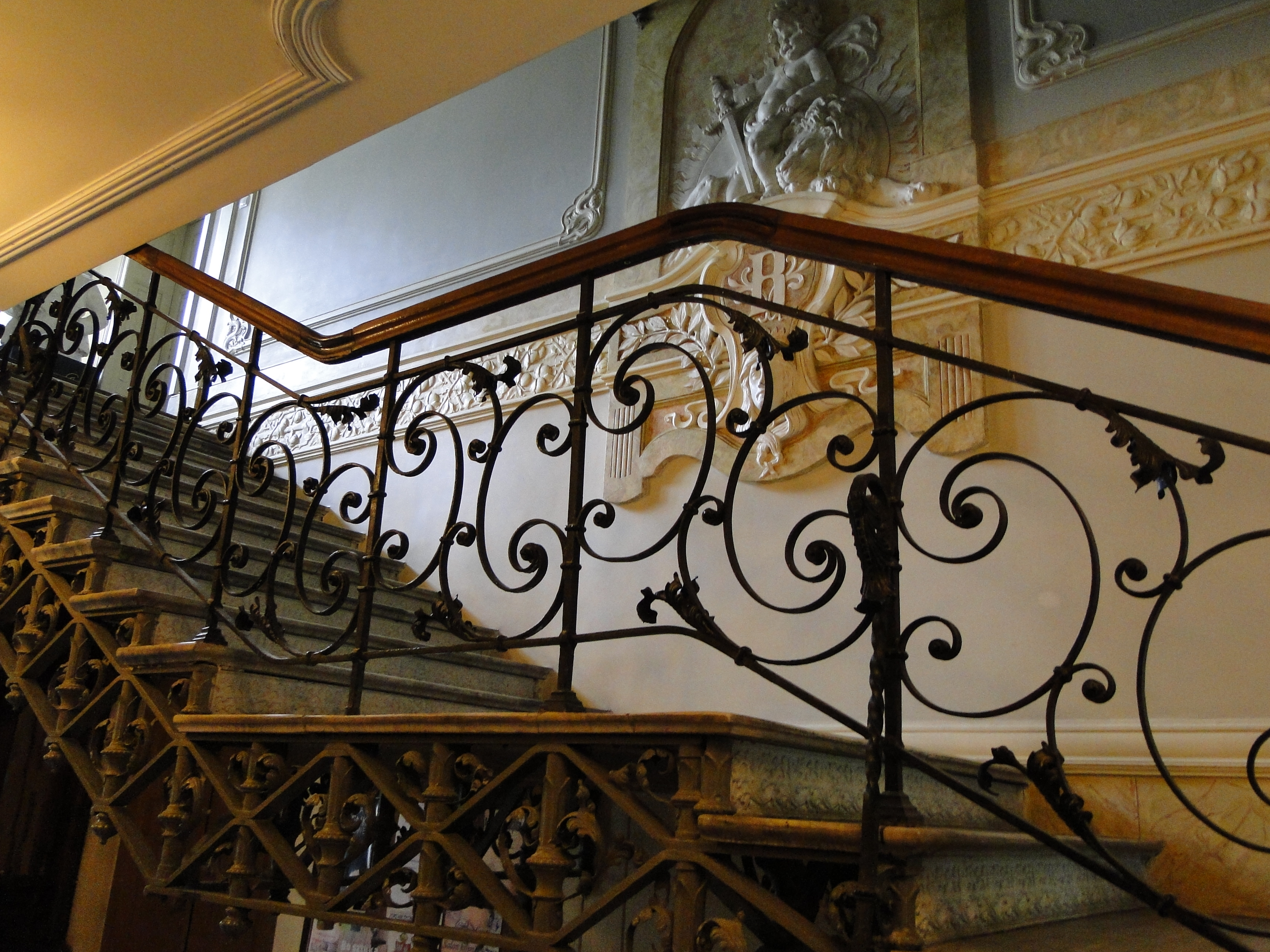
Klatka schodowa w pałacu

Pałac posiada bardzo bogaty wystrój w stylu secesyjnym. 1 lutego 1978 r. została podjęta decyzja o renowacji i ewentualnej modernizacji pałacu pod kierownictwem Pracowni Konserwacji Zabytków w Białymstoku.
Pałac Buchholtzów pod nadzorem konserwatora zabytków, przy udziale funduszy z Unii Europejskiej, odzyskuje aktualnie dawną świetność. W ramach prac remontowych odnowiono plafonierię w obecnej czytelni, część polichromii, odrestaurowano elewację zgodnie z oryginalną kolorystyką, a także zrekonstruowano atlanty na kolumnach portalu.

### Architektura
Architektura pałacu wzorowana jest na renesansowych rezydencjach Włoch i Francji, podobnie zresztą jak architektura wielu ówczesnych pałaców, to jego ornamentyka jest wyraźnie secesyjna, wzbogacona tylko o motywy renesansowe, barokowe  czy rokokowe. Płyciny podokienne, fryz wieńczący elewację, tympanony i kapitele pokryte są bujną dekoracją floralną złożoną z wici roślinnej, gałęzi jabłoni, kwiatów słonecznika, róż i maków. Uzupełniają ją bawiące się putta, ptaki, kobiece główki, a nawet maszkarony. Dekoracja ta przenosi się do wnętrza pałacu, gdzie wzbogacona zostaje o charakterystyczne dla Art Noveau motywy kwiatów lilii i wstęg, oraz mięsiste festony i girlandy, bukiety kwiatów i sceny alegoryczne. Reprezentacyjny salon zdobią dwie hermy przedstawiające półnagie kobiety owinięte w udrapowane płaszcze.

## Budynek stróża

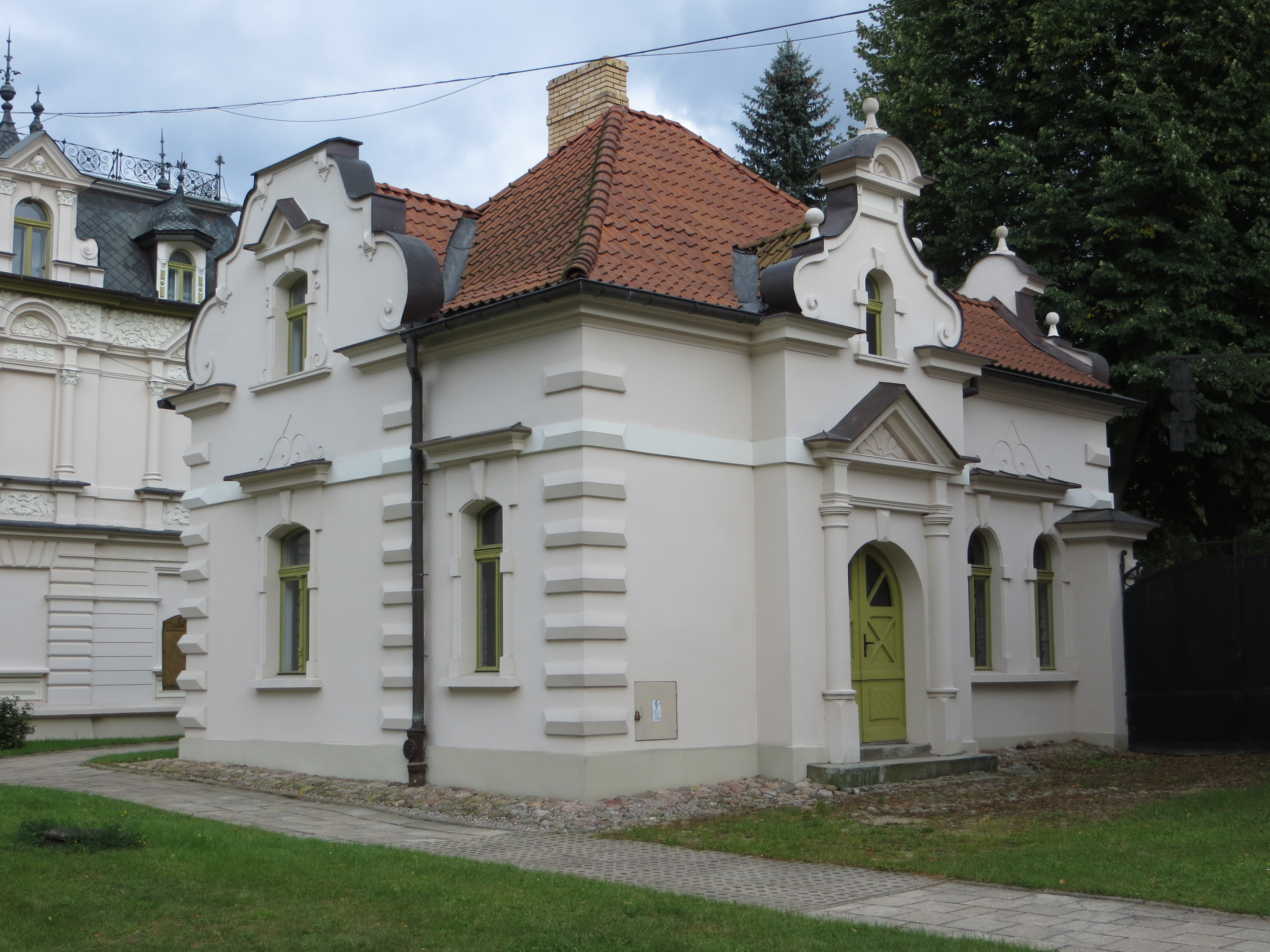
Budynek stróża

Budynek stróża został wybudowany prawdopodobnie między 1910 a 1920 rokiem, jako najmłodsza budowla zespołu pałacowo-parkowego. Jego powstanie wiąże się z działalnością Adeli Buchholtz. Po śmierci męża w 1904 roku, Adela sprzedała fabrykę Szymonowi Cytronowi, a za otrzymane pieniądze zakończyła rozpoczęte inwestycje, w tym między innymi budowę stajni i kordegardy.
Jest to budynek wolno stojący, jednokondygnacyjny, niepodpiwniczony z użytkowym poddaszem i czterospadowym dachem. Rzut budynku jest prostokątny, z płaskimi ryzalitami z czterech stron. Posiada dwa mieszkania: od strony zachodniej o czterech pomieszczeniach i o dwóch pomieszczeniach od wschodu. Obecnie budynek jest nieużywany.

## Koniusznia

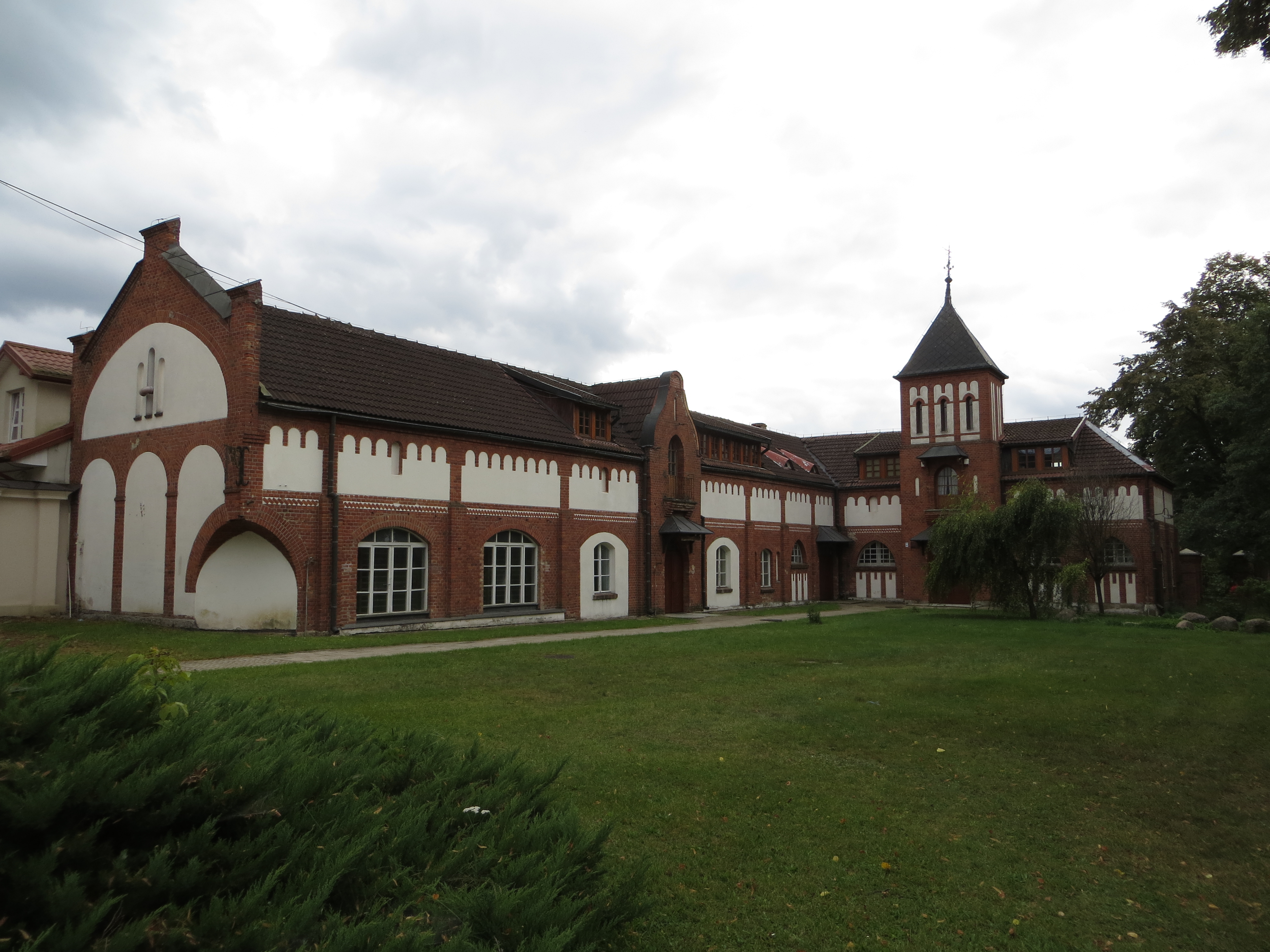
Koniusznia

Budynek został zrealizowany prawdopodobnie w 1903 roku (data potwierdzona na chorągiewce wieży). Na planie z 1892 roku w miejscu lokalizacji koniuszni zaznaczono budynek na planie prostokąta. Przypuszcza się, iż w 1903 roku budynek ten rozebrano i postawiono nowy, lub gruntownie przebudowano, ponieważ aktualna koniusznia ma w planie kształt litery „L”.
Po 1960 roku budynek zaadaptowano na warsztaty Liceum Plastycznego. Obecnie większą część okupują tkacze, a część parteru przeznaczono na salę gimnastyczną. W okresie od lutego 1988 do sierpnia 1991 wykonano gruntowny remont.
Koniusznia położona jest na zachód od pałacu i stróżówki. Fundament budynku wykonany został z kamienia polnego na zaprawie, górna część z cegły. Dach pokryty jest dachówką ceramiczną. Na dachu wieży jest blacha miedziana kładziona w „łuskę”. Więź dachowa w skrzydle dłuższym jest drewniana, konstrukcji krokwiowo-jętkowej, w skrzydle krótszym – kleszczowo-płatwiowej. Dach w skrzydle dłuższym jest dwuspadowy, w wieży – namiotowy. Bryła dachu urozmaicona jest lukarnami oraz daszkami pulpitowymi.